# برنار برنسن
برنار برنسن (بالإنجليزية: Bernard Berenson) (و. 1865 – 1959 م) هو مؤرخ الفن، ومؤرخ، وكاتب من الولايات المتحدة الأمريكية . ولد في فيلنيوس .
توفي في فلورنسا .

## التعليم
تعلم في جامعة هارفارد.

## روابط خارجية
- برنار برنسن على موقع الموسوعة البريطانية (الإنجليزية)
- برنار برنسن على موقع مونزينجر (الألمانية)